# Brzóza
Brzóza – wieś sołecka w Polsce, położona w województwie mazowieckim, w powiecie kozienickim, w gminie Głowaczów, na skraju Puszczy Kozienickiej, wzdłuż drogi krajowej nr 48.
W latach 1975–1998 wieś administracyjnie należała do województwa radomskiego.
Przez Brzózę przebiega pieszy  szlak im. Witaliusza Demczuka.
Wieś królewska Brzoza, położona była w drugiej połowie XVI wieku w powiecie radomskim województwa sandomierskiego. Do 1954 roku siedziba gminy Brzóza. 
Wieś jest siedzibą rzymskokatolickiej parafii św. Bartłomieja.

## Integralne części wsi
| SIMC    | Nazwa     | Rodzaj    |
| ------- | --------- | --------- |
| 0619194 | Buszyna   | część wsi |
| 0619202 | Cegielnia | część wsi |
| 0619219 | Dukt      | część wsi |
| 0619225 | Gajki     | część wsi |
| 0619231 | Głogowa   | część wsi |
| 0619248 | Lipy      | część wsi |
| 0619254 | Parcela   | część wsi |
| 0619260 | Piaski    | część wsi |
| 0619277 | Przecinka | część wsi |
| 0619283 | Sokoły    | część wsi |
| 0619290 | Trawka    | część wsi |

## Historia
Brzóza to wieś królewska, lokowana w XIV wieku. Przez dłuższy czas miała charakter puszczański. W XVI wieku na 44 kmieci notowano 24 bartników. W 1768 Brzózę − na mocy uchwały sejmowej − otrzymał, w zamian za Falęcice i Nową Wieś Warszawską, kuchmistrz koronny, marszałek Sejmu Rozbiorowego Adam Poniński.
W 1778 roku wieś została wykupiona przez Piotra Ożarowskiego i do 1910 pozostawała własnością rodu. Ożarowscy znacząco rozwinęli dobra – urządzali stawy, utwardzali drogi, rozwijali hodowlę, rolnictwo oraz rzemieślnictwo. Król Stanisław August Poniatowski w 1781 nadał Brzózie przywilej odbywania targów (w każdy wtorek i czwartek). Piotr Ożarowski wybudował w Brzózie murowany pałac. Synowie Piotra – Stanisław i Adam założyli w pobliżu kolonie – obecne wsie Ursynów, Stanisławów oraz Cecylówkę, odrestaurowali pałac wg projektu Adolfa Loewe, założyli również szkółkę i aptekę dla włościan. Ożarowscy planowali przekształcić Brzózę w miasto, czego śladem jest układ przestrzenny z centralnie usytuowanym rynkiem. Dynamicznie rozwijające się dobra Ożarowskich zaczęto nazywać Państwem Brzóskim.
W roku 1910 majątek nabyła rodzina Heydlów. Najpierw właścicielem był Zdzisław, a następnie jego syn Wojciech, do którego Brzóza należała do 1941 roku. Rodzina Heydlów doznała wielu represji z powodu niemieckich korzeni. Zdzisław Heydel w czasie I wojny światowej został przez władze rosyjskie posądzony o szpiegostwo i wraz z rodziną wywieziony do Moskwy, skąd wrócił w 1917. Podczas okupacji niemieckiej Adam w wyniku działalności konspiracyjnej został aresztowany (wraz z bratem Wojciechem) w majątku w Brzózie. Obydwaj ponieśli śmierć w obozie Auschwitz-Birkenau.
Po wojnie dobra brzóskie zostały rozparcelowane. W latach 1964–1966 w miejscu wyburzonego pałacu powstała szkoła tysiąclatka.

## Zabytki
- We wsi znajduje się neogotycka, jednonawowa świątynia pw. św. Bartłomieja. Powstała ona (w miejscu spalonego w pożarze 6 października 1845 roku drewnianego kościoła) w latach 1854–1856[9] staraniem gen. Adama Ożarowskiego pod nadzorem Ignacego Leopolda Essmanowskiego. W kościele znajduje się barokowa, rzeźbiona w drewnie ambona z XVIII wieku, sprowadzona z opactwa cystersów w Oliwie. Z Oliwy pochodzi także cykl płaskorzeźb dłuta Andrzeja Götckena z 1635 roku. Dzwon kościelny pochodzi z połowy XIX wieku.
- Przy drodze do Ryczywołu znajduje się pochodząca z początków XIX wieku figura św. Jana Nepomucena.
- W 1944 roku spalony został neogotycki pałac, wybudowany w połowie XIX wieku dla Adama Ożarowskiego[10]. W dawnym przypałacowym parku zachowały się pojedyncze okazy starych buków i jesionów, oraz stawy na rzeczce Brzósce. Obecnie część parku zajmuje szkoła.
- Przy rynku znajduje się klasycystyczny pomnik na pamiątkę misji w 1839 roku oraz figurka z tablicą upamiętniającą mieszkańców Brzózy poległych w wojnie polsko-bolszewickiej.
- Przy drodze do Sewerynowa rośnie 346 lip i kasztanowców, aleja ta uznana została za pomnik przyrody.